# Werle & Stankowski
Werle & Stankowski war ein Kölner Musikerduo. Ihre Musik besteht charakteristischerweise aus einer akustischen Gitarre, einer Stimme und einer Vielzahl an elektronischen Klängen.
Die Band gründete sich 2003 anlässlich eines Filmmusikbeitrags zu dem Kurzfilm „Una“, zu dem der Singer/Songwriter Johannes Stankowski sich die Unterstützung des Elektrospezialisten Simon Werle suchte. Beide hatten vorher schon Solo-Demos und sogar Vinyl in Kleinstauflagen veröffentlicht und sahen nun die Möglichkeit, ihrer Arbeit ein paar neue Facetten hinzuzufügen.
Am 29. März 2004 erschien ihr Debüt „Your Show“ als Zusammenarbeit der beiden Independentlabel Haute Areal (Label von Johannes Stankowski) und Sitzer Records (Label von Simon Werle).
Die CD-Version des zweiten Albums „Listen to Werle & Stankowski“ wurde am 23. Februar 2007 bei dem Majorlabel Virgin (gehört zu EMI) veröffentlicht.
Unter anderem waren Werle & Stankowski als Support von Blackmail und 2raumwohnung unterwegs. Außerdem spielten sie jedes Jahr auf dem Literaturfest Lit.Cologne.
Ende des Jahres 2008 gaben Werle & Stankowski ihre Auflösung bekannt, was sie mit der jeweiligen Sehnsucht „[...] nach Verwirklichung und Kompromisslosigkeit [...]“ begründeten. Das Abschiedskonzert fand am 30. Januar 2009 im ausverkauften Subway in Köln statt.

## Diskografie

### Alben
- 2004 Your Show (CD, Haute Areal / Sitzer Records)
- 2007 Listen to Werle & Stankowski (CD bei Virgin / Haute Areal, LP bei Haute Areal)

### Singles/EPs
- 2005 Sound of my Guitar EP (12", Jakarta Records / Haute Areal)
- 2007 After All (Single, Virgin / Haute Areal)
- 2007 Lady Grey (Single, Virgin / Haute Areal)
- 2009 Cologne (Maxi 12", Haute Areal)

## Video-Clips
- Throw Your Life Away (2004, Marc Schmid)
- Wir saßen in Johnnys Spelunke (2004, Ingo Petraschewski)
- Sound of my Guitar (2005, Marc Schmid & Robert Kleine)
- After All (2007, Christoph Mangler)
- Lady Grey (2007, Adrian Draschoff)